# ادکاگود
ادکاگود (به انگلیسی: Adkalgud) یک منطقهٔ مسکونی در هند است که در کارناتاکا واقع شده‌است.